# Frida (film, 2021)
Pour les articles homonymes, voir Frida.
 (juin 2023).
Il peut être nécessaire de l'améliorer pour respecter le principe de neutralité de point de vue. 

Pour plus de détails, voir Fiche technique et Distribution.
Frida est un court métrage allemand dramatique de 22 minutes réalisé par Aleksandra Odić et produit dans le cadre de son école, la Deutsche Film- und Fernsehakademie Berlin (DFFB).
Le court-métrage remporte en 2021 le prix Lights On Women de L'Oréal Paris qui récompense durant le Festival de Cannes chaque année une jeune réalisatrice dont le court-métrage a été sélectionné dans une catégorie du Festival de Cannes. Le prix a été remis en 2021 et 2022 par l'actrice Kate Winslet.
Depuis, le court-métrage a remporté plus d'une dizaine de prix - tel que celui de la Queer Palm ou celui de la Cinéfondation - et de nombreuses selections en festivals internationaux.

## Synopsis
La rencontre entre une jeune infirmière et sa patiente du même âge, Frida, à la frontière entre distance professionnelle et désir de rapprochement.

## Fiche technique
Source : Cinéfondation
- Réalisatrice, scénariste et dialogues : Aleksandra Odić
- Images : Albrecht von Grünhagen
- Décors : Daniel Witt
- Montage : Andrea Schönherr
- Musique : Micha Kaplan
- Son : Julian Cropp

## Distribution
Source : Cinéfondation
- Vicky Krieps : une infirmière
- Aenne Schwarz : Frida
- Geno Lechner : la mère
- Horst Günter Marx : le père